# 크워부츠크군

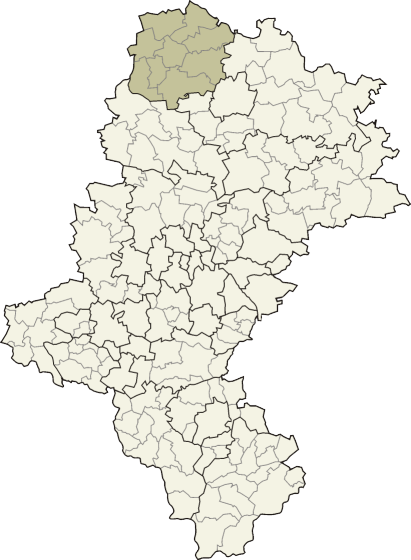
실롱스크주 지도에 표시된 크워부츠크군의 위치

크워부츠크군(폴란드어: powiat kłobucki)은 폴란드 실롱스크주에 위치한 군으로 군청 소재지는 크워부츠크이며 면적은 889.15km2, 인구는 84,762명(2019년 6월 30일 기준), 인구 밀도는 95명/km2이다.
북쪽으로는 우치주 파옝치노군, 남동쪽으로는 쳉스토호바시, 쳉스토호바군, 남서쪽으로는 루블리니에츠군, 서쪽으로는 오폴레주 올레스노군, 북서쪽으로는 우치주 비엘룬군과 접한다. 9개 지방 자치체(2개 도시형 농촌, 7개 농촌)를 관할한다.

군기
군 문장